# 研究史
研究史（けんきゅうし）または学史（がくし）は、人文科学・自然科学等の学問領域において、これまでどのような研究が行なわれ、どのような分析・評価がなされてきたかを時系列にまとめた、研究そのものの歴史。

## 概要
あらゆる学問には、過去に多くの研究者が調査・研究を行い、また議論を通じて論文や書籍として発表してきた研究の積み重ね（先行研究）が存在する。この研究の積み重ねを通じて、その分野で解明されていない疑問や課題の検討、過去に発表された研究に対する反論や再検討などの批判と修正が繰り返され、発展的に更新される。それらの現状での到達点として「学説」や「通説」と呼ばれるものが成立する。そしてそれらもまた、将来的に同じ過程によって更新されていくのである。
例えば日本考古学の分野で、鹿児島県指宿市にある橋牟礼川遺跡は、学界でも縄文土器と弥生土器の差異が何によるものかすら未解明だった1918年（大正7年）に発掘調査された遺跡だが、縄文土器と弥生土器とが含まれる包含層を明確に分けて出土したことで、これらの土器の違いが使用者集団（民族）の違いではなく年代差によるものであり、また縄文時代から弥生時代へ移行するという、現代では通説化した時代区分の先後関係が判明したことで知られている。同遺跡からは研究史に残る発見があったが、その後さらに研究が進んだことで、調査当時に「弥生土器」とされていた土器が、実際は弥生土器に似て非なる南九州独特の「成川式土器」であったことが判明するなど、遺跡に対する理解が更新されている。

## 研究史の整理
研究者や学生たちは、自己の研究成果として報告書や論文（大学生なら授業レポートや卒業論文など）を執筆するにあたって、論文テーマとなりうる未解決の課題や問題点を探す必要がある。そのためには、現在の主要学説を広く知ることは当然として、その学説が「何を根拠としているか」や「どのような検証方法を通じて成立してきたか」を把握しなければならず、その方法として「研究史の整理」が必要となる。その目的は「自分の研究のどこに独自性があるか」を明確化することにあり、自分の研究が「学史的に必須である」ということを位置づけるためでもある。したがって、新たな見解・学説を構築していく過程において、これまでの研究の流れを俯瞰して課題や問題点を抽出し、作業仮説の設定と分析を重ねてその成果を論述するために欠くことのできない作業でもある。

### 方法
ある対象について研究しようと思ったとき、大抵は概説書にあたれば現在の学説や通説について知ることが出来るが、それを単に鵜呑みにするのではなく、「学説の根拠が何であるか」も当然理解しなくてはならない。例えば概説書の脚注や参考文献のページを参照すれば、その学説の基となった先行研究（仮にA論文）が掲載してあるため、それを読むことで学説が組み立てられた工程を知ることが出来る。このA論文の中で「過去にB氏が述べた見解を参考とした（B 19××年 pp.○-○）、ただし、これについてはC氏による反論もある（C 19××年 pp.○-○）」などとさらに参考文献を示していたならば、それらの文献も探して読み、どのような議論があるのかを確認する必要がある。ただし実際に辿っていくと、別の著述の誤りの孫引きであったということもあるので、丁寧な調査が求められる。
調査したい対象がどの程度研究されているのかを確認する点で、最も簡便なものは文献目録である。その中には、論題などが検索できるばかりでなく、内容に関するキーワードが付されている場合もある。諸般の事情により冊子体の文献目録は、あまり刊行されなくなってきたが、インターネットによる文献検索ツールが充実しつつあるので、文献調査は随分と容易なものになった。
以上を踏まえて再び考古学の例でいえば、次のような流れである。
1. 「ある時代に見られる文化の土器編年について研究したい」と思い、概説書などでその土器の編年表を見つけたとしたら、そのベースとなった論文や著作が必ず存在するのでこれを読む。
2. さらにそこに引用されていた論文や報告書なども次々に読んでいく。
3. ある程度の見通しが立ったら、研究の時系列を整理していく。

このような過程の中で、もし編年に使われた土器に「年代根拠が十分とは言えない点」や「研究者の間で見解に相違があり、合意が得られていない点」などが見えてきたならば、それが「その研究の中で今後検討されるべき課題や問題点」であり、自らが書こうとする論文のテーマや方向性（研究史上での位置付けや意義付け）にも繋がっていくのである。
なお、これら研究史の内容は、通常の学術論文では立論にあたる「はじめに」や「研究史」という章にて解説される。学術論文の目的は「新しい発見の発表」であり、その内容自体は結論にあたる「おわりに」などの章で提示されるが、導入部で全体の中の位置を示すことによって、「過去の研究がどのように果たせなかったか」を示すと同時に「自分の研究のどこが新しいのか」を証明することになるからである。

### 重要性
こうして参考文献から参考文献へと、引用された先行研究を芋づる式にあたり、時系列的に把握していくことで、現状の成果にいたる研究の過程と研究の枠組み（把握すべき先行研究の範囲）が見えてくる。現実に公表された研究の陰には、数多くの遂行の跡が隠されているのであり、きわめて謙虚な立場であるべきならば、「大抵のことは過去の誰かが何らかの形で言及している」と見ておいた方がよいのである。この過程を経ずに自身の思いや独創のみで論文を執筆した場合は、もしそれが過去の研究史上で既に触れられていた内容であったならば、研究に致命的な破綻をきたす恐れがある。
例えば新しい発見や見解を構築出来たと思って発表したところ、「19××年の『△△学ジャーナル』□月号でD氏が同じことを指摘している」とか「200×年の『△△学雑誌』第○号でE氏が検討して否定された」などが指摘された場合、妥当性・正確性を失うばかりか、研究史の不勉強を露呈することになり、大いに恥をかくことになる。こうした「大切に育んできた自分の発想が、既に過去の誰かが活字化したもので、しかも予め調べておくべき文献にあった」という事態は避けなければならない。自身が研究したい対象に先行研究が存在する限り、先人の発想を活用せずに単独で新たな発見を導くことは不可能とされる。ハワード・ソール・ベッカーが例えるように、自身のテーブル（議論・論文）を組み立てるためには、ある程度出来合いのパーツ（先行研究）が必要であり、それを用いたとしても完成品が自身独自のテーブルであることには変わりないのである。先行研究を全く顧みないというのは論外であるが、「新たな発見などあり得ない」と断定してしまうのも、研究を進めていく上で生産的とは言えない。
このため、必要となりそうな先行論文は「すべて」読む必要があり、その中から「代表的な先行研究」といえるものを提示することが大切になる。なお、他の分野では既知の事柄であっても、その分野の研究者が知らないこともあり得るので、関連分野・近接分野の研究にも注意を払う必要性が出てくることもある。

### 記述行為における「研究史の整理」
このような「研究史の整理」という方法とその重要性は、考古学に限らず他の学問分野でも適用されるものである。研究史は「学説の歴史」である以上に、「学問そのものの歴史」でもあるから、学問の累積的発展を辿る時、学説の蓄積のみを手際よく要約し、それを時系列に並べれば十全とは到底いえない。それはウィキペディアの編集上においても当てはまる。

ウィキペディアの内容に関する三大方針と相互の関係

そもそもウィキペディアは百科事典であるため、読者にとって必要なのは「その語の意味を知ろうとする者にとって必要最低限の情報」であり、例えば「学術論文のように分析・検討を行って新たな知見を述べたもの」や「ジャーナリズムなどが要求するような最新の動向などの詳細」などよりも、記述されるべきは「整理された基礎的な事柄」が望ましいとされる。したがって、個々の記事に書かれている内容には、「事実確認や正確性に定評のある情報源による意見＝参考文献の引用」が正しく明示されること、つまり「検証可能か否か」に基づいた「出典の明記」が方針として求められている。例えばある記述について、「読者に何を参照させるのが最善か」を考え始めると難しくなるが、「追記・修正に際して何を見たか」を示すことはできるから、結果的に「根拠のない強弁の排除」に繋がる。どれだけ先行研究を読み込んで手際よく整理しても、そこには「既に誰かが発見したもの」しか存在しないからである。そのため、出典とそれに基づく記述は、ただ闇雲に引用するのではなく、先行研究の動向と論理成立の過程を「中立的観点」に立って捉え、文献の正確な発行年次をもって時系列に整理されたものであることが、ウィキペディアン達に求められる。
もちろん、「参考文献の引用」によって適切な情報源が明示されたとしても、それが数10年前のものなどかなり古典的な（悪く言えば古すぎる）ものの場合、常に更新が続く現代の学説や研究水準からは既に逸脱している可能性もある。すなわち、過去のある時点ではそのような学説であったことは明示できているが、内容自体は一般的でなくなりつつある「古い事典」となってしまう。こうした点においても、ウィキペディアは論文や新聞などに引用できるほど信頼性の高いものにはなりえないが、中には最初の取っ掛かりとして使えるものが少なからずあるのも事実であるため、読者のメディア・リテラシーによって信頼性についての留保をつけながら編集することで、質を向上させることを望む声もある。